# Around the World in a Day
Around the World in a Day är Prince & The Revolutions sjunde studioalbum, utgivet den 22 april 1985. Albumet låg på förstaplatsen på Billboard 200 från den 1 juni till den 21 juni 1985. Singeln "Raspberry Beret" nådde andra plats på Billboard Hot 100. Albumet nådde första plats på Sverigetopplistan.

## Låtlista
| 1. | Around the World in a Day | 3:28 |
| 2. | Paisley Park              | 4:42 |
| 3. | Condition of the Heart    | 6:48 |
| 4. | Raspberry Beret           | 3:33 |
| 5. | Tamborine                 | 2:47 |

| 6. | America    | 3:42 |
| 7. | Pop Life   | 3:43 |
| 8. | The Ladder | 5:29 |
| 9. | Temptation | 8:18 |

## Musiker
- Prince – sång, gitarr, keyboard, percussion
- Sheila E. – trummor på "Pop Life"
- Jonathan Melvoin – percussion på "Around the World in a Day"
- Lisa Coleman – piano, keyboard, sång
- Wendy Melvoin – gitarr, sång
- Brown Mark – elbas, sång
- Bobby Z – trummor
- Matt Fink – keyboard, synthesizer, sång
- Brad Marsh – tamburin på "America"
- Eddie Minnifield – saxofon på "Temptation"
- David Coleman – cello
- Suzie Katayama – cello
- Novi Novog – violin
- Annette Atkinson – kontrabas på "Pop Life"
- Tim Barr – kontrabas på "Pop Life"